# Малвито
Малвѝто (на италиански: Malvito, на местен диалект Marvìtu, Марвиту) е село и община в Южна Италия, провинция Козенца, регион Калабрия. Разположено е на 473 m надморска височина. Населението на общината е 1888 души (към 2010 г.).